# Takanelita
La takanelita és un mineral de la classe dels òxids que pertany al grup de la birnessita. Rep el nom en honor de Katsutoshi Takane (1899-1945), professor de mineralogia de la Universitat de Tohoku, al Japó.

## Característiques
La takanelita és un òxid de fórmula química (Mn,Ca)Mn₄O9·H₂O. Va ser aprovada com a espècie vàlida per l'Associació Mineralògica Internacional l'any 1970, sent publicada per primera vegada el 1971. Cristal·litza en el sistema hexagonal. La seva duresa a l'escala de Mohs és 5. És l'anàleg de manganès de la rancieïta.
Segons la classificació de Nickel-Strunz, la takanelita pertany a «04.FL: Hidròxids (sense V o U), amb H2O+-(OH); làmines d'octaedres que comparetixen angles» juntament amb els següents minerals: trebeurdenita, woodallita, iowaïta, jamborita, meixnerita, fougerita, hidrocalumita, kuzelita, aurorita, calcofanita, ernienickelita, jianshuiïta, woodruffita, asbolana, buserita, rancieïta, birnessita, cianciul·liïta, jensenita, leisingita, akdalaïta, cafetita, mourita i deloryita.

## Formació i jaciments
Va ser descoberta a la mina Nomura, a la ciutat de Seiyo (Prefectura d'Ehime, Japó). Tot i tractar-se d'una espècie no gaire habitual ha estat descrita en tots els continents del planeta a excepció de l'Antàrtida.